# أبراهام بلوم
ابراهام بلوم (بالبولندية: Abrasza Blum)‏ (و. 1905 – 1943 م) هو سياسي، من بولندا، ولد في فيلنيوس، توفي في وارسو، عن عمر يناهز 38 عاماً.